# Механизированное сельское хозяйство
Механизированное сельское хозяйство — это процесс использования сельскохозяйственной техники для механизации работы сельского хозяйства, значительно повышающий производительность труда работников сельского хозяйства . В настоящее время механизированная техника заменила многие сельскохозяйственные работы, ранее выполнявшиеся ручным трудом или рабочими животными, такими как быки, лошади и мулы.
Вся история сельского хозяйства содержит множество примеров использования таких орудий труда, как мотыга и плуг . Однако продолжающаяся после промышленной революции интеграция машин позволила сельскому хозяйству стать гораздо менее трудоемким.
Современное механизированное сельское хозяйство включает в себя использование тракторов, грузовиков, зерноуборочных комбайнов, бесчисленных видов сельскохозяйственных орудий, самолетов и вертолетов (для воздушного применения) и других транспортных средств. Точное земледелие даже использует компьютеры в сочетании со спутниковыми снимками и спутниковой навигацией (GPS-навигации) для повышения урожайности.
Механизация была одним из крупных факторов, ответственных за урбанизацию и индустриальную экономику. Помимо повышения эффективности производства, механизация стимулирует крупномасштабное производство и иногда может улучшить качество сельскохозяйственной продукции. С другой стороны, он может вытеснить неквалифицированный сельскохозяйственный труд и вызвать ухудшение состояния окружающей среды (например, загрязнение, обезлесение и эрозию почвы), особенно если он применяется недальновидно, а не целостно.